# Gare de Narbonne - Montredon
Ne doit pas être confondu avec Gare de Narbonne.
 (avril 2023).
La gare de Narbonne - Montredon est un projet de nouvelle gare TGV française, à l'ouest de Narbonne. La gare se situerait sur la ligne nouvelle Montpellier - Perpignan, et pourrait être mise en service à l'occasion de la construction de cette ligne nouvelle. La majorité des TGV desservant Narbonne utiliseraient alors cette gare plutôt que la gare centrale.

## Emplacement de la gare nouvelle
L'emplacement de cette gare est prévu sur la commune de Montredon-des-Corbières, au lieu-dit Pont des Charrettes, sur le raccordement entre la ligne nouvelle et la ligne historique, en viaduc sur la ligne nouvelle.
Un autre emplacement était envisagé pour la gare nouvelle, au lieu-dit Les Prax, sur la ligne historique.
Finalement, c'est l'emplacement Pont des Charrettes qui a été privilégié, car moins onéreux, et moins gourmand en emprise sur les terrains agricoles.